# 셈난주

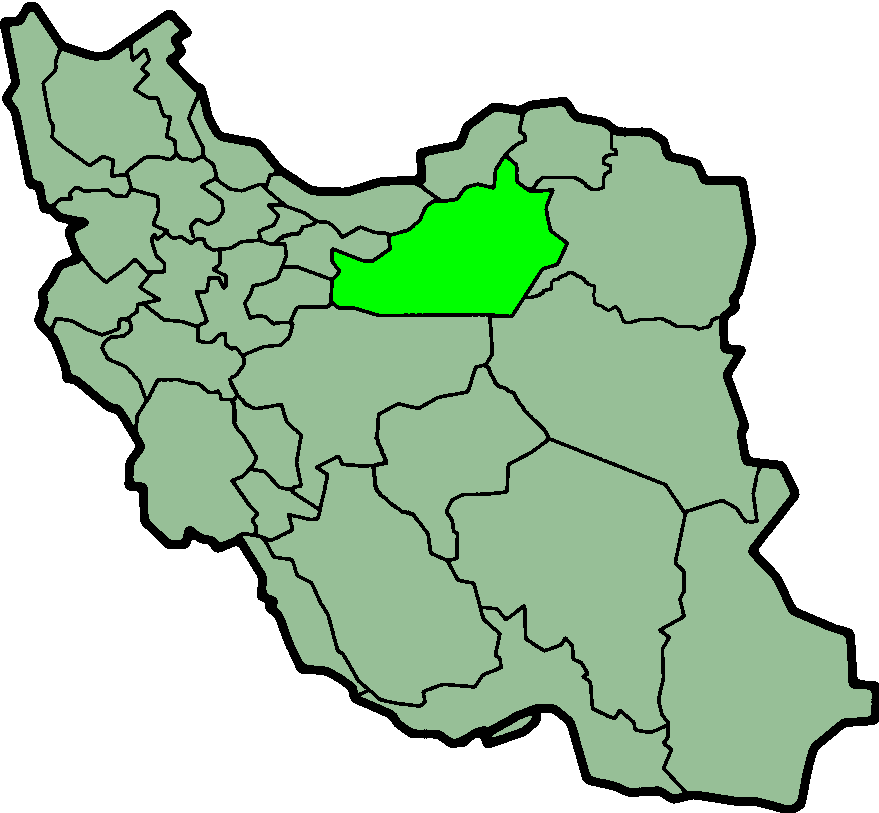
셈난주

셈난주(페르시아어: استان سمنان)는 이란을 구성하는 30개 주 가운데 하나로, 이란 북부에 위치하고 있다. 주도는 셈난이며 면적은 96,816km2, 인구는 589,512명(2005년 기준)이다. 셈난주 안에는 엘부르즈산맥이 분포하며 남부 지방에는 카비르 사막이 분포한다.
셈난주의 도시로 셈난, 담간, 샤루드, 메디샤하르, 가름사르가 있다. 1996년 당시 셈난주의 인구는 약 501,000명이었으며 2005년 당시 주도 셈난의 인구는 119,778명, 셈난주의 최대 도시 샤루드의 인구는 231,831명이었다.

## 같이 보기
- 다리우스 3세
- 카비르 사막
- 하산 로하니
- 파르티아